# Dierama reynoldsii
Dierama reynoldsii es una especie de planta fanerógama perteneciente a la familia Iridaceae. 

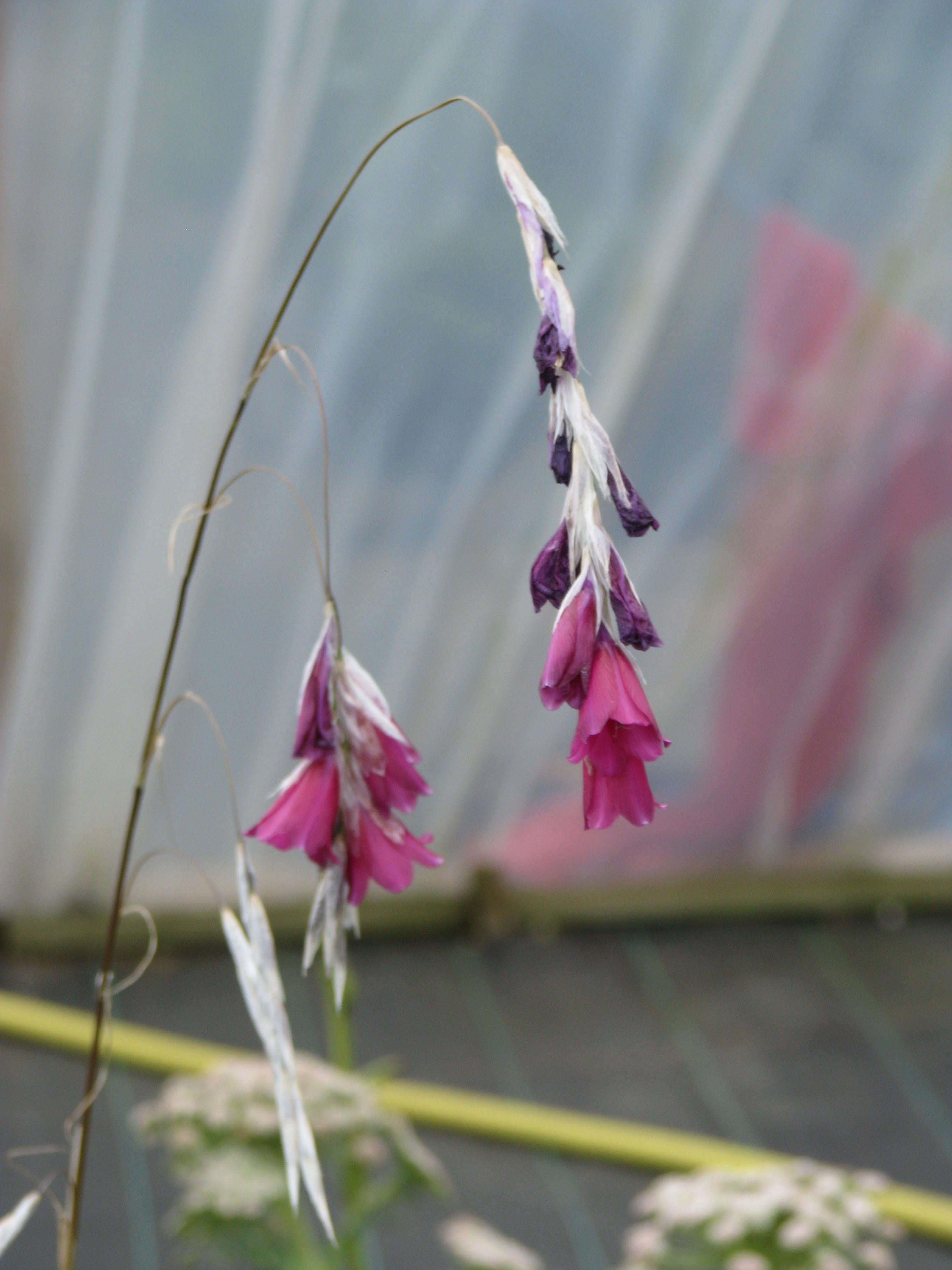
Flores

## Descripción
Es una planta herbácea perennifolia, geofita que alcanza un tamaño de 0.8 - 2  m  de altura a una altitud de 860 - 1370 metros en Sudáfrica,

## Taxonomía
Dierama reynoldsii fue descrita por  Bernard Verdcourt y publicado en Fl. Pl. South Africa 21: t. 836 1941.
Etimología
Dierama nombre genérico que deriva del griego: dierama, que significa "embudo", y alude a la forma de la flor.
reynoldsii: epíteto otorgado en honor del botánico Gilbert Westacott Reynolds.